# USA's plante- og dyreliv
USA har over 17.000 identificerede naturlige træ- og plantearter, deriblandt 5.000 blot i Californien (som også er hjemsted for de højeste, mest massive og ældste træer i verden). Med sit miljø som strækker sig fra det tropiske til det polare, er USA's flora den mest forskelligartede i hele verden; alligevel skader tusinder af fremmede eksotiske arter nogle gange det 'indfødte' plante- og dyreliv. Over 400 pattedyrearter, 700 fuglearter, 500 reptil- og amfibiearter og 90.000 insektarter er blevet dokumenteret. Mange planter og dyr er ofte koncentrerede i små områder, og nogle er udrydningstruede. USA vedtog Endangered Species Act i 1973 for at beskytte hjemmehørende plante- og dyrearter og deres omgivelser.
USA har været meget aktivt i diverse fredningsprocesser; i 1872 blev verdens første nationalpark oprettet i Yellowstone. Siden er der blevet udpeget 57 yderligere nationalparker og hundreder af andre føderalt bestyrede parker og skove. I nogle dele af landet er der blevet etableret områder med vildnis for at sikre en længerevarende beskyttelse af de uberørte omgivelser. U.S. Fish and Wildlife Service overvåger de truede dyrearter, og har sat et antal områder af til bevarelse af arterne og deres omgivelser. Samlet set regulerer USA's regering 2.643.807 km², som er 28,8% af USA's totale landområde. Størstedelen af dette land er beskyttede skove og parker, men nogle områder er lejet ud til selskaber som borer efter olie og naturgas, til minedrift, eller til kvægdrivning.